# Caterina de Bulgària
Caterina de Bulgària, en búlgar Екатерина, Ekaterina, morta després del 1059, va ser emperadriu consort de l'emperador romà d'Orient Isaac I Comnè i corregent amb Constantí X Ducas durant un curt període després de l'abdicació del seu marit l'any 1059. Era filla de Joan Vladislau de Bulgària i de la seva esposa Maria.
Caterina va haver de sortir de Bulgària cap a Constantinoble l'any 1018. El seu pare, Tsar de Bulgària, mantenia una guerra interminable contra l'Imperi Romà d'Orient, dirigida pel seu emperador, Basili II Bulgaròcton. Després de la derrota de l'exèrcit búlgar i de la mort del tsar, el regne va caure i la família de Caterina va ser capturada pels romans d'Orient. Caterina va arribar a Kastorià com a captiva i la van oferir a Basili II junt amb els altres membres de la seva família el 1019. Va ser ben tractada per l'emperador, que li va donar, a ella i als altres membres de la seva família, títols honorífics.
Quan Isaac I va pujar al tron el 1057, ja casat amb ella, la va nomenar Augusta. Isaac I va abdicar del tron el 22 de novembre de 1059 i es va retirar al monestir d'Estúdion, on va passar la resta de la seva vida, fins que va morir a finals del 1060 o el 1061. Després de l'abdicació del seu marit, sembla que va regnar durant un temps amb Constantí X, però finalment es va retirar a un monestir de Myrelaion on va adoptar el nom monàstic de Xene.
Caterina va tenir almenys dos fills amb Isaac:
- Manuel Comnè, nascut cap al 1030 i mort entre el 1042 i el 1057. Probablement era el que és mencionat com a "fill de Comnè", compromès amb la filla del Protoespatari Helios.
- Maria Comnena, nascuda cap al 1034. Miquel Psel·los la menciona, i diu que va restar soltera i es va retirar amb la seva mare a Myrelaion.[1][2]